# Aaron Brown
Aaron Brown (Toronto, 27 mei 1992) is een Canadees sprinter. Hij nam viermaal deel aan de Olympische Spelen en behaalde hierbij een gouden en twee bronzen medailles. Zijn beste prestaties boekte hij op de 4 × 100 m estafette. Op dit onderdeel werd hij olympisch- en wereldkampioen en is hij medehouder van het Canadees record.

## Biografie

### Jeugd
Brown begon op zestienjarige leeftijd met atletiek. In 2009 behaalde hij een zilveren medaille op de 100 m bij de WK voor junioren U18. Een jaar later won hij bij de WK voor junioren U20 een bronzen medaille op de 200 m. Bij de Pan-Amerikaanse jeugdkampioenschappen in 2011 won hij twee medailles, namelijk brons op de 100 m en zilver op de 4 × 100 m estafette.

### Senioren
In 2012 nam Brown een eerste maal deel aan de Olympische Spelen in Londen. Op de 200 m kon hij zich met een persoonlijk record van 20,55 s plaatsen voor de halve finale. Hierin liep Brown opnieuw een persoonlijk record. Zijn tijd van 20,42 was echter niet voldoende om door te dringen tot de finale. Tijdens de WK in 2013 behaalde Brown samen met Gavin Smellie, Dontae Richards-Kwok en Justyn Warner de bronzen medaille op de 4 × 100 m estafette. Individueel nam hij deel aan de 100 m, waarin hij niet verder kwam dan de halve finale. Ook op de WK van 2015 in Peking strandde Brown in de halve finale. Samen met Andre De Grasse, Brendon Rodney en Justyn Warner veroverde hij wel weer opnieuw brons op het estafettenummer.
In 2016 nam Brown ook deel aan de Olympische Spelen in Rio de Janeiro. Hij kwam uit op zowel de 200 m als de 4 × 100 m estafette. Op het individuele onderdeel eindigde hij op de zevende plaats in de halve finale, onvoldoende om zich te kwalificeren voor de finale van de 200 m. Later liep hij samen met Akeem Haynes, Brendon Rodney en Andre De Grasse in de finale van de 4 × 100 m estafette naar de vierde plaats. Hun finishtijd van 37,64 was een nationaal record. Een kwartier na de finish werd echter vastgesteld, dat bij het Amerikaanse viertal een stokwissel te vroeg was uitgevoerd, zodat de Amerikanen werden gediskwalificeerd. Hiermee veroverde het Canadese viertal alsnog de bronzen medaille.
In 2021 nam Brown samen met De Grasse deel aan de uitgestelde Olympische Zomerspelen 2020 in Tokio. Op de 200 meter eindigde hij op de 6e plaats met een tijd van 20.20. Daarnaast was Brown opnieuw, samen met Andre De Grasse, Jerome Blake en Brendon Rodney, goed voor brons op de 4 x 100 meter.
In 2022 haalde Brown de finale voor zowel de 100 als 200 meter op de wereldkampioenschappen 2022 in Eugene (Oregon). In de series van de 200 meter zat zijn startblok niet goed vast, waardoor hij de startblokken niet verliet. Bij de 2e poging lukte het hem wel om de finish te halen en behaalde hij uiteindelijk in de finale een 7e plek met 20,18, 0,87 seconde achter de winnaar Noah Lyles. In de 100m behaalde hij de 8e plek met een tijd van 10,07. Bij de 4 x 100 meter behaalde Brown samen met Jerome Blake, Brendon Rodney en Andre De Grasse een gouden medaille met een tijd van 37,48, zijn eerste titel op het wereld kampioenschap. Dit was de beste tijd van 2022 en een nieuw nationaal record.

## Titels
- Olympisch kampioen 4 × 100 m - 2024
- Wereldkampioen 4 x 100 m - 2022
- World Relays kampioen 4 × 200 m - 2017
- NACAC-kampioen 4 × 100 m - 2018
- Canadees kampioen 100 m - 2013, 2018, 2019, 2021, 2022, 2023
- Canadees kampioen 200 m - 2015, 2018, 2019, 2021, 2022, 2024

## Persoonlijke records
Outdoor
| Onderdeel | Prestatie        | Datum        | Plaats      |
| --------- | ---------------- | ------------ | ----------- |
| 60 m      | 6,77 (+0,6 m/s)  | 23 juli 2020 | Fort Worth  |
| 100 m     | 9,96 (+2,0 m/s)  | 11 juni 2016 | Montverde   |
| 150 m     | 18,81 (+2,9 m/s) | 20 juli 2020 | Fort Worth  |
| 200 m     | 19,95 (-0,1 m/s) | 5 juli 2019  | Lausanne    |
| 400 m     | 45,84            | 1 april 2023 | Gainesville |

Indoor
| Onderdeel | Prestatie | Datum            | Plaats      |
| --------- | --------- | ---------------- | ----------- |
| 60 m      | 6,55      | 15 februari 2014 | Albuquerque |
| 200 m     | 20,53     | 14 februari 2014 | Albuquerque |

## Prestatieontwikkeling
| Jaar | 100 m | 200 m |
| ---- | ----- | ----- |
| 2009 | 10,46 | 21,48 |
| 2010 | 10,47 | 21,00 |
| 2011 | 10,38 | 21,11 |
| 2012 | 10,18 | 20,42 |
| 2013 | 10,05 | 20,44 |
| 2014 | 10,07 | 20,16 |
| 2015 | 10,10 | 20,30 |
| 2016 | 9,96  | 20,00 |
| 2017 | 10,15 | 20,17 |
| 2018 | 10,12 | 19,98 |
| 2019 | 9,96  | 19,96 |
| 2020 | 10,15 | 20,24 |
| 2021 | 10,08 | 19,99 |
| 2022 | 10,06 | 20,02 |
| 2023 | 10,08 | 19,98 |
| 2024 | 10,10 | 20,29 |

## Palmares

### 100 m
- 2009:  WK junioren U18 - 10,74 s
- 2010: 5e WK junioren U20 - 10,48 s
- 2011:  Pan-Amerikaanse U20 kamp. - 10,25 s
- 2011:  Canadese kamp. - 10,39 s
- 2013:  Canadese kamp. - 10,25 s
- 2013: 5e in ½ fin. WK - 10,15 s
- 2014: 9e Gemenebestspelen
- 2015: 7e in ½ fin. WK - 10,15 s
- 2016: 3e in serie OS - 10,24 s
- 2018:  Canadese kamp. - 10,16 s
- 2019:  Canadese kamp. - 10,03 s
- 2019: 8e WK - 10,08 s
- 2021:  Canadese kamp. - 10,12 s
- 2022: 8e WK - 10,07 s

### 200 m
- 2010:  WK junioren U20 - 21,00 s
- 2012: 4e in ½ fin. OS - 20,42 s
- 2015:  Canadese kamp. - 20,11 s
- 2015: 4e in serie WK - 20,43 s
- 2016: 7e in ½ fin. OS - 20,37 s
- 2017: DSQ in de reeksen WK
- 2018:  Gemenebestspelen - 20,34 s
- 2018:  NACAC kamp. - 20,20 s
- 2018:  Canadese kamp. - 20,17 s
- 2019:  Canadese kamp. - 20,03 s
- 2019: 6e WK - 20,10 s (+0,3 m/s)
- 2021: 6e OS - 20,20 s
- 2021:  Canadese kamp. - 20,24 s
- 2022: 7e WK - 20,18 s

### 4 × 100 m
- 2011:  Pan-Amerikaanse u20 kamp. - 39,97 s
- 2013:  WK - 37,92 s
- 2014: DNF Gemenebestspelen
- 2015: DSQ Pan-Amerikaanse Spelen
- 2015:  WK - 38,13 s
- 2016:  OS - 37,64 s (NR)
- 2017: 6e WK - 38,59 s
- 2017: DNF IAAF World Relays
- 2018:  NACAC-kamp. - 38,56 s
- 2019: 3e in reeksen IAAF World Relays - 38,76 s
- 2019: 6e in reeksen WK - 37,91 s
- 2021:  OS - 37,70 s (NR)
- 2022:  WK - 37,48 s (NR)
- 2024:  OS – 37,50 s

### 4 × 200 m
- 2017:  IAAF World Relays - 1.19,42 s

### Golden en Diamond League-podiumplekken
100 m
- 2022:  British Grand Prix - 10,13 s

200 m
- 2017:  Müller Grand Prix Birmingham - 20,30 s
- 2018:  Prefontaine Classic - 20,07 s
- 2018:  Bislett Games - 19,98 s
- 2018:  BAUHAUS-galan - 20,07 s
- 2019:  Doha Diamond League - 20,20 s
- 2019:  Shanghai Golden Grand Prix - 20,07 s
- 2019:  BAUHAUS-galan - 20,06 s
- 2019:  Meeting de Paris - 20,13 s
- 2021:  Müller Grand Prix Birmingham - 20,79 s
- 2021:  Doha Diamond League - 20,25 s
- 2021:  Bislett Games - 20,38 s
- 2021:  Meeting de Paris - 20,20 s

4 × 100 m
- 2019:  Meeting de Paris - 38,26 s

1912: Jacobs, Macintosh, d'Arcy, Applegarth ·
1920: Paddock, Scholz, Murchison, Kirksey ·
1924: Clarke, Hussey, Leconey, Murchison ·
1928: Wykoff, Quinn, Borah, Russell ·
1932: Kiesel, Toppino, Dyer, Wykoff ·
1936: Owens, Metcalfe, Draper, Wykoff ·
1948: Ewell, Wright, Dillard, Patton ·
1952: Smith, Dillard, Remigino, Stanfield ·
1956: Murchison, King, Baker, Morrow ·
1960: Cullmann, Hary, Mahlendorf, Lauer ·
1964: Drayton, Ashworth, Stebbins, Hayes ·
1968: Greene, Pender, Smith, Hines ·
1972: Black, Taylor, Tinker, Hart ·
1976: Glance, Jones, Hampton, Riddick ·
1980: Moeravjov, Sidorov, Prokofjev, Aksinin ·
1984: Graddy, Brown, Smith, Lewis ·
1988: Bryzgin, Krylov, Moeravjov, Savin ·
1992: Marsh, Burrell, Mitchell, Lewis ·
1996: Esmie, Gilbert, Surin, Bailey ·
2000: Drummond, Williams, Lewis, Greene ·
2004: Gardener, Campbell, Devonish, Lewis-Francis ·
2008: Bledman, Burns, Callender, Thompson ·
2012: Carter, Frater, Blake, Bolt ·
2016: Powell, Blake, Ashmeade, Bolt ·
2020: Desalu, Jacobs, Patta, Tortu ·
2024: Brown, Blake, Rodney, De Grasse
1983 King, Gault, Smith, Lewis ·
1987 McRae, McNeill, Glance, Lewis ·
1991 Cason, Burrell, Mitchell, Lewis ·
1993 Drummond, Cason, Mitchell, Burrell ·
1995 Esmie, Gilbert, Surin, Bailey ·
1997 Esmie, Gilbert, Surin, Bailey ·
1999 Drummond, Montgomery, Lewis, Greene ·
2001 Nagel, du Plessis, Newton, Quinn ·
2003 Capel, Williams, Patton, Johnson ·
2005 Doucouré, Pognon, De Lépine, Dovy ·
2007 Patton, Spearmon, Gay, Dixon ·
2009 Mullings, Frater, Bolt, Powell ·
2011 Carter, Frater, Blake, Bolt ·
2013 Carter, Bailey-Cole, Ashmeade, Bolt ·
2015 Carter, Powell, Ashmeade, Bolt ·
2017 Ujah, Gemili, Talbot, Mitchell-Blake ·
2019 Coleman, Gatlin, Rodgers, Lyles ·
2022 Brown, Blake, Rodney, De Grasse ·
2023 Coleman, Kerley, Carnes, Lyles